# 荷物上屋
荷物上屋（にもつうわや）は旅客ホーム上に設置されていて、荷物の一時的な積み卸しと保管に使用される。荷物上屋の構造は、旅客上屋とほとんど同じである。ただ、旅客サービス用の椅子や水飲み場などはない。荷物車（客車、気動車、電車）や合造車（客車、気動車、電車）が停車するホームの位置に設置されている。

## 荷物上屋の実例
写真1は1985年当時の国鉄中央本線上松駅の旅客ホーム上にある荷物上屋である。旅客ホームに設置されているので旅客上屋と間違えてしまいそうだが、写真1の右に写っている跨線橋の階段の出入口の向きが荷物上屋とは反対方向になっており、また椅子が設置されていないことから写真1の上屋が旅客サービス用の旅客上屋でないことがわかる。旅客上屋は跨線橋の階段の出入口側にある。写真2がその旅客上屋で、椅子が設置されている。
| 写真1 | 写真2 |
|       |       |